# Copa de España de Rallyes de Tierra
La Copa de España de Rallyes de Tierra, oficialmente CERT-Rallycar, es una competición de rally que se disputa anualmente en España desde 2021 y organizada por la Real Federación Española de Automovilismo. Se disputa sobre tierra con pruebas que fueron anteriormente puntuables para el Campeonato de España de Rally de Tierra.

## Rallies
- Rally Tierras Altas de Lorca (2021-2023)
- Rally Terra da Auga (2021-2023)
- Rally Isla de los Volcanes (2021)
- Rally de Tierra Ciudad de Granada (2021-2023)
- Rally de Tierra de Madrid (2021-2023)
- Rally Ciudad de Pozoblanco (2021-2023)
- Rally Reino de León (2021-2023)
- Rally Princesa de Asturias (2023)

## Palmarés

### Copa de pilotos
| Año  | Piloto               | Copiloto            |
| ---- | -------------------- | ------------------- |
| 2021 | Iván Ares            | David Vázquez Liste |
| 2022 | Juan Carlos Quintana | Yeray Mújica        |

### Copa vehículos FIA
| Año  | Piloto    | Copiloto            |
| ---- | --------- | ------------------- |
| 2021 | Iván Ares | David Vázquez Liste |

### Trofeo 2 ruedas motrices
| Año  | Piloto        | Copiloto       |
| ---- | ------------- | -------------- |
| 2021 | Álex Español  | David Collado  |
| 2022 | Aritz Iriondo | Joseba Sánchez |

### Trofeo vehículos grupo N
| Año  | Piloto             | Copiloto       |
| ---- | ------------------ | -------------- |
| 2021 | Juan Pérez Cervera | Alejandro Luis |

### Trofeo júnior
| Año  | Piloto          | Copiloto       |
| ---- | --------------- | -------------- |
| 2021 | Álex Español    | Sergio Herráez |
| 2022 | Salvador España | Miriam Antelo  |

### Trofeo sénior
| Año  | Piloto        | Copiloto           |
| ---- | ------------- | ------------------ |
| 2021 | Oriol Gómez   | -                  |
| 2022 | Daniel Alonso | Miguel Ángel Vilas |

### Trofeo vehículos históricos
| Año  | Piloto                  | Copiloto            |
| ---- | ----------------------- | ------------------- |
| 2021 | Agustín Álvaro Berruezo | Francisco Garmendia |
| 2022 | Agustín Álvaro Berruezo | Francisco Garmendia |

### Trofeo propulsión trasera
| Año  | Piloto               | Copiloto           |
| ---- | -------------------- | ------------------ |
| 2021 | Unai García González | Eguzkiñe Ernríquez |

### Trofeo vehículos N3
| Año  | Piloto               | Copiloto              |
| ---- | -------------------- | --------------------- |
| 2021 | Juan Manuel Freire   | Kilian Camacho        |
| 2022 | Unai García González | Carlos Javier Fragiel |

### Trofeo concursantes colectivos
| Año  | Equipo                     |
| ---- | -------------------------- |
| 2021 | Esc. Fuertwagen Motorsport |
| 2022 | Gamace MC Competició       |

### Desafío Kumho
| Año  | Piloto             | Copiloto             | Cat. |
| ---- | ------------------ | -------------------- | ---- |
| 2021 | Juan Manuel Freire | José Antonio Vázquez | -    |
| 2022 | Javier Sosa        | J. Fragiel           | N3   |
| 2022 | Aritz Iriondo      | Joseba Sánchez       | R2   |

### Trofeo Kumho 2RM-desafío proto
| Año  | Piloto           | Copiloto      |
| ---- | ---------------- | ------------- |
| 2021 | Francisco Montes | David Collado |
| 2022 | Francisco Montes | David Collado |

### Copa Kobe
| Año  | Piloto        | Copiloto          |
| ---- | ------------- | ----------------- |
| 2021 | Jokin Urquizu | Débora Frutos     |
| 2022 | Unai García   | Eguzkiñe Enríquez |